# Wapen van Senegal
Het wapen van Senegal is in 1965 vastgesteld en bestaat uit een combinatie van twee staatszegels.

## Beschrijving
Het wapen bestaat uit een schild dat verticaal wordt gescheiden. Het rechterdeel heeft een rode achtergrond met daarop een goudkleurige leeuw. Het linkerdeel heeft een gele achtergrond met daarop een Afrikaanse baobab in zijn eigen kleuren met daaronder een groene golf. Het schild wordt omgeven door twee zilveren palmtakken. Geheel bovenaan staat een groene ster en onder het schild hangt een medaille van de Orde van de leeuw. Over de palmtakken hangt een band met de tekst: Un Peuple – Un But – Une Foi (een volk, een doel, een geloof).

## Symboliek
De leeuw is een traditioneel symbool voor de etnische meerderheid van het volk in Senegal, maar was ook het teken van de Senegalese koning en stond voor de moed en gerechtigheid van het Senegalese volk. De baobab is een typische boom in het Senegalese landschap en staat voor de flora van het land, maar ook voor voedsel. De groene golf onder de baobab staat voor de rivier Sénégal.
Qua kleuren zijn de pan-Afrikaanse kleuren gebruikt en de ster die bovenaan het schild staat, komt terug in de vlag van Senegal.
Algerije · Angola · Benin · Botswana · Burkina Faso · Burundi · Centraal-Afrikaanse Republiek · Comoren · Congo-Brazzaville · Congo-Kinshasa · Djibouti · Egypte · Equatoriaal-Guinea · Eritrea · Ethiopië · Gabon · Gambia · Ghana · Guinee · Guinee-Bissau · Ivoorkust · Kaapverdië · Kameroen · Kenia · Lesotho · Liberia · Libië · Madagaskar · Malawi · Mali · Marokko · Mauritanië · Mauritius · Mozambique · Namibië · Niger · Nigeria · Oeganda · Rwanda · Sao Tomé en Principe · Senegal · Seychellen · Sierra Leone · Soedan · Somalië · Swaziland · Tanzania · Togo · Tsjaad · Tunesië · Westelijke Sahara · Zambia · Zimbabwe · Zuid-Afrika · Zuid-Soedan
Afhankelijke gebieden:
Brits Territorium in de Indische Oceaan · Canarische Eilanden · Ceuta · Melilla · Madeira · Mayotte · Réunion · Sint-Helena · Tristan da Cunha